# Stenopogon nigriventris
Stenopogon nigriventris är en tvåvingeart som beskrevs av Friedrich Hermann Loew 1868. Stenopogon nigriventris ingår i släktet Stenopogon och familjen rovflugor. Inga underarter finns listade i Catalogue of Life.